# Francine Wauters
Francine Wauters is een Belgisch voormalig schutter.

## Levensloop
Wauters behaalde eenmaal zilver (1964 te Bologna) en eenmaal brons (1965 te Lissabon) in het onderdeel 'skeet' op de Europese kampioenschappen. Daarnaast werd ze in deze discipline vierde op de wereldkampioenschappen van 1966 te Wiesbaden.